# 주강 (배우)
주강(朱江, 1941년 9월 ~)은 홍콩 출신의 영화 배우이다.

## 출연 작품
- 양개인적교실 (2007)
- 변태살인광 (2000)
- 영웅 (1997)
- 난징 1937  (1995)
- 마루타 3 - 사망열차 (1994)
- 향항기안 - 흡혈귀리왕 (1994)
- 분화여랑 (1992)
- 군성회 (1992)
- 마루타 2 - 살인공창 (1992)
- 방세옥 (1992)
- 화소도 2 (1991)
- 여룡공무 (1991)
- 종횡사해 (1991)
- 성룡의 미라클 (1989)
- 첩혈쌍웅 (1989)
- 맹귀주 (1988)
- 대행동 (1988)
- 우연 (1986)
- 하필유아 (1985)
- 황가대적 (1985)
- 조주소한 (1982)
- 월남자 (1982)
- 낭자일초 (1978)
- 소림천하 (1978)
- 구련환 (1972)